# 362식 레이더

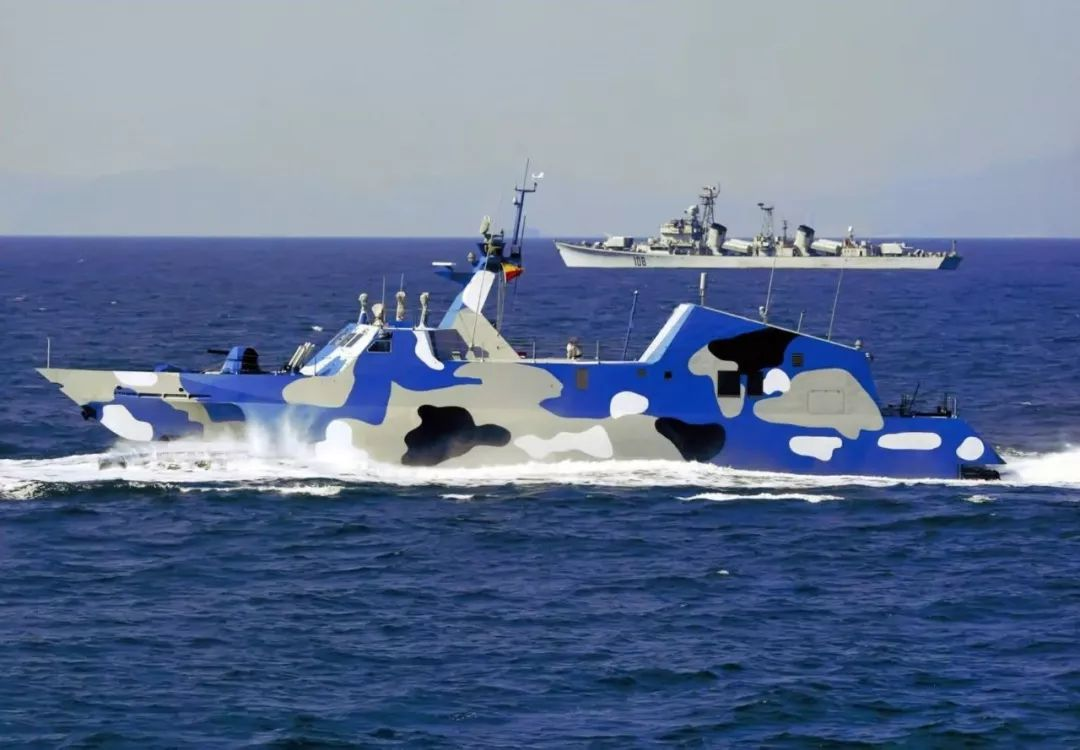
362식 레이더는 허베이급 미사일 고속정에 탑재된다.

362식 레이더는  중국의 해상 레이더의 일종이다.

## 362식 레이더 스펙(제원)

### 레이더 성능
- 종류 : 3차원 대공 레이더
- 생산 시기 : 1988년
- 전력 소모 : 150 kW
- 안테나 무게 : 350 kg
- 탐지거리 : 100 km
- 탐지고도 : 8 km
- 회전 속도 : 분당 30 rpm
- 밴드 종류 : X 밴드
- 탑재함 : 허베이급 미사일 고속정, 루후급 구축함, 루다급 구축함, 지앙후급 호위함.

### 레이더 탐지거리
- RCS 2m2 크기의 목표물 : 42 km 이상의 탐지거리
- OTH : 120 km 이상의 탐지거리
- 추적 목표물 : 32 개

## 중국이 개발한 해상 레이더
- 중국 - 348식 레이더 300 km
- 중국 - 364식 레이더 300 km
- 중국 - 360식 레이더
- 중국 - 362식 레이더 42 km
- 중국 - 341식 레이더
- 중국 - 517식 레이더 300 km

## 같이 보기
- FCS-3
- AN/SPY-1
- SMART-L
- SAMPSON